# Самюел Адамс
Самюел Адамс (англ. Samuel Adams; 27 вересня 1722 — 2 жовтня 1803) — американський політик та публіцист, один з організаторів визвольного руху північно-американських колоній проти Англії. В 1743 році виступив з дисертацією, в якій розвинув тезу «про законність спротиву верховним магістратам». Один з організаторів та керівників революційного товариства «Сини свободи» (1765), яке стало ініціатором скликання 1-го Континентального конгресу в 1774 році. В 1772 заснував в Бостоні «Комітет зв'язку», за зразком якого в усіх англійських колоніях виникли подібні зв'язкові комітети, які стали осередками революційних сил в усіх північно-американських колоніях. Був супротивником рабства. Під час обговорення конституції висловлювався за її ухвалення лише за умови включення до неї Біля про права. У 1793—1797 роках був губернатором Массачусетса.